# Georges-Arthur Goldschmidt
Pour les articles homonymes, voir Goldschmidt.
Georges-Arthur Goldschmidt, né le 2 mai 1928 à Reinbek près de Hambourg en Allemagne, est un écrivain et un traducteur français d'origine allemande.

## Biographie
Georges-Arthur Goldschmidt, né en 1928, est issu d'une famille juive de magistrats convertie au protestantisme.
Son père était conseiller à la cour d'appel de Hambourg jusqu'en 1933. Il sera ensuite déporté à Theresienstadt où il assurera les fonctions de pasteur protestant des « Juifs protestants » déportés du fait de leur origine.
Georges-Arthur doit fuir le nazisme en 1938. Il se réfugie en Italie avec son frère, puis en France, dans un internat de Megève. De 1943 à septembre 1944, il est caché en Haute-Savoie chez des agriculteurs, en particulier chez François et Olga Allard, qui ont été distingués le 6 août 2012 du titre de Justes.
Goldschmidt obtient la nationalité française en 1949. Il est professeur (agrégé d’allemand) jusqu'en 1992. Il enseigna d'ailleurs au lycée Paul-Éluard pendant 19 ans.
Écrivain, essayiste, il a choisi le français comme langue d'expression et d'écriture, sans abandonner l'allemand. Il est traducteur entre autres de Walter Benjamin, Friedrich Nietzsche, Franz Kafka et Peter Handke.Georges-Arthur Goldschmidt a beaucoup réfléchi, en tant que traducteur, sur les problèmes du langage, par exemple dans son livre À l'insu de Babel (CNRS, Biblis 174)
Il est le père du réalisateur français, Didier Goldschmidt.

## Œuvres
- L'Exil et le Rebond, Éditions de l’éclat, 2018
- Un destin, Éditions de l’éclat, 2016
- Heidegger et la Langue allemande, CNRS éditions, 2016
- Les Collines de Belleville. Actes Sud, 2015[2]
- Heidegger et la Langue allemande, coll. « Classiques des sciences sociales », UQAC, 2013[3]
- La Joie du passeur, CNRS  2013.
- L'Esprit de retour, Seuil, 2011
- À l'insu de Babel, CNRS Éditions, Paris, 2009.
- Une langue pour abri, Créaphis/Facim, Paris, 2009.
- Un enfant aux cheveux gris, CNRS Éditions, Paris, 2008[n 2].
- Celui qu’on cherche habite juste à côté, éditions Verdier, 2007
- Le Recours, Verdier, 2005
- Le Poing dans la bouche, Verdier, 2004
- En présence du Dieu absent, Bayard, 2001.
- Quand Freud voit la mer, Buchet-Chastel, 1988.
- La Traversée des fleuves, Seuil, 1999.
- Molière, ou la liberté mise à nu, Circé, 1997.
- La Matière de l’écriture, Circé, 1997.
- Quand Freud attend le verbe, Buchet-Chastel, 1996.
- La Forêt interrompue, Seuil, 1991.
- Peter Handke, Seuil, 1988.
- Un jardin en Allemagne, Seuil, 1986.
- Jean-Jacques Rousseau, ou l'Esprit de solitude, Phébus, 1978.
- Molière, ou la lLberté mise à nu, Julliard, 1973
- Le Fidibus, Julliard, 1971
- Un corps dérisoire, Julliard, 1971
- Marcel Béalu : Un cas de flagrant délit, Le Terrain Vague, 1967

### Traductions

#### Walter Benjamin
- Allemands, Éditions de l'Encyclopédie des Nuisances, 2012.

#### Georg Büchner
- Lenz, Éditions Vagabonde, 2003.

#### Franz Kafka
- Le Procès, Presses Pocket, 1974.
- Le Château, Presses Pocket, 1976.

#### Peter Handke
- Bienvenue au conseil d'administration
- La courte lettre pour un long adieu
- Après midi d'un écrivain, Gallimard, 1987.
- L'Heure de la sensation vraie (adapté au cinéma en 1988 par Didier Goldschmidt sous le titre Ville étrangère)
- La Femme gauchère
- Le Poids du monde
- Les gens déraisonnables sont en voie de disparition
- Par les villages
- Encore une fois pour Thucydide, Bourgois, 1996.
- Essai sur la fatigue, Gallimard, 1998.
- Histoire d'enfant, Gallimard, 2001.
- Par une nuit obscure je sortis de ma maison tranquille, Gallimard, 2001.
- Lucie dans la forêt avec les truc-machins, Gallimard, 2001.

#### Nietzsche
- Ainsi parlait Zarathoustra, LGF, 1983.

#### Adalbert Stifter
- L'Homme sans postérité, Phébus, Libretto, 1978

#### Études
- GAG, Portrait d'une œuvre par Roger-Yves Roche : lien http://www.lesmomentslitteraires.fr/les%20sommaires/le29.html
- Heinz Ludwig Arnold, Georges-Arthur Goldschmidt
- Roger-Yves Roche, Photofictions - Perec, Modiano, Duras, Goldschmidt, Barthes

## Récompenses et distinctions

### Prix
- Prix frère et sœur Scholl, 1991
- Prix de l'écrit intime, 1996
- Prix Nelly Sachs, 2001
- Prix France Culture, 2004 (Le Poing dans la bouche)
- Prix Breitbach pour l'ensemble de son œuvre, 2005
- L'OFAJ, le BIEF et la Foire du livre de Francfort donnent à leur programme pour jeunes traducteurs littéraires le nom « Programme Georges-Arthur Goldschmidt », 2007[4]
- Prix de l'Académie de Berlin, 2013

### Décorations
- Commandeur de l'ordre des Arts et des Lettres Il est promu au grade de commandeur le 9 juillet 2013[5].